# Chucho Martínez Gil
Chucho Martínez Gil (eigentl.: Jesús Bojalil Gil; * 19. Dezember 1917 in Heroica Puebla de Zaragoza; † 22. Mai 1988) war ein mexikanischer Sänger und Komponist.
Der Sohn eines libanesischen Einwanderers begann seine musikalische Laufbahn 1934 auf einer Konzertreise mit Gonzalo Curiel. Seine ersten erfolgreichen Kompositionen waren der Walzer Ensoñación und Dos arbolitos, ein Song, der auch außerhalb von Mexiko von verschiedenen Sängern aufgenommen wurde. Weitere Kompositionen waren Río cristal, Mañana vendrás, Rosita se está bañando, Te vi llegar, Un recuerdo, mi Magdalena, El pocito de Nacaquinia, Llegó el amor, Esclavo, Pimpollo, A bailar Cha Cha Cha, Terroncito terroncito, Me duele el corazón, Cinco letras que lloran, Menos que nada, El naranjo, Te seguiré, Ya me voy lejos, Saudades Do Brasil, El escapulario und La flor. Einige seiner Werke entstanden in Zusammenarbeit mit seinen Cousins Pablo und Carlos Martínez Gil.
Er erhielt zahlreiche Auszeichnungen. Unter anderem zeichnete ihn die Sociedad de Autores y Compositores de Música (SACM) mit der Medalla Agustín Lara aus, der Club de Leones de Monterrey mit einem Ehrendiplom, und die Stadt Misantla verlieh ihm die Ehrenbürgerschaft. Als Musiker wurden auch seine Brüder Alfredo und Felipe Gil bekannt.